# Hotel Pomezí
Hotel Pomezí se nachází v sedle mezi Husovým vrchem a horou Cínovcem v katastru vesnice Cínovce části města Dubí v okrese Teplice v Krušných horách. Hotel vznikl v období první republiky a jeho součástí je restaurace. Restaurace je otevřená celoročně 13:00 – 23:00.

## Historie
Původní hotel byl postaven v roce 1930.

## Dostupnost
Chata je dostupná:
- autem z Dubí po silnici 1. třídy č. 8 na Cínovec.
- po cyklotrase č. 23 z Komáří hůrky nebo z Nového Města
- po Krušnohorské lyžařské magistrále z Komáří hůrky nebo z Nového Města
- po  modré turistické značce z Dubí.
- po  modré turistické značce z Cínovce z rozcestí Zadní Cínovec.